# 日光サーキット
日光サーキット（にっこうサーキット）は、栃木県宇都宮市高松町に位置するサーキット。東北自動車道宇都宮ICから10分ほどのところに位置し、中低速コーナーを中心としたシンプルな初心者向けのコースレイアウトが特徴である。

## コース概要

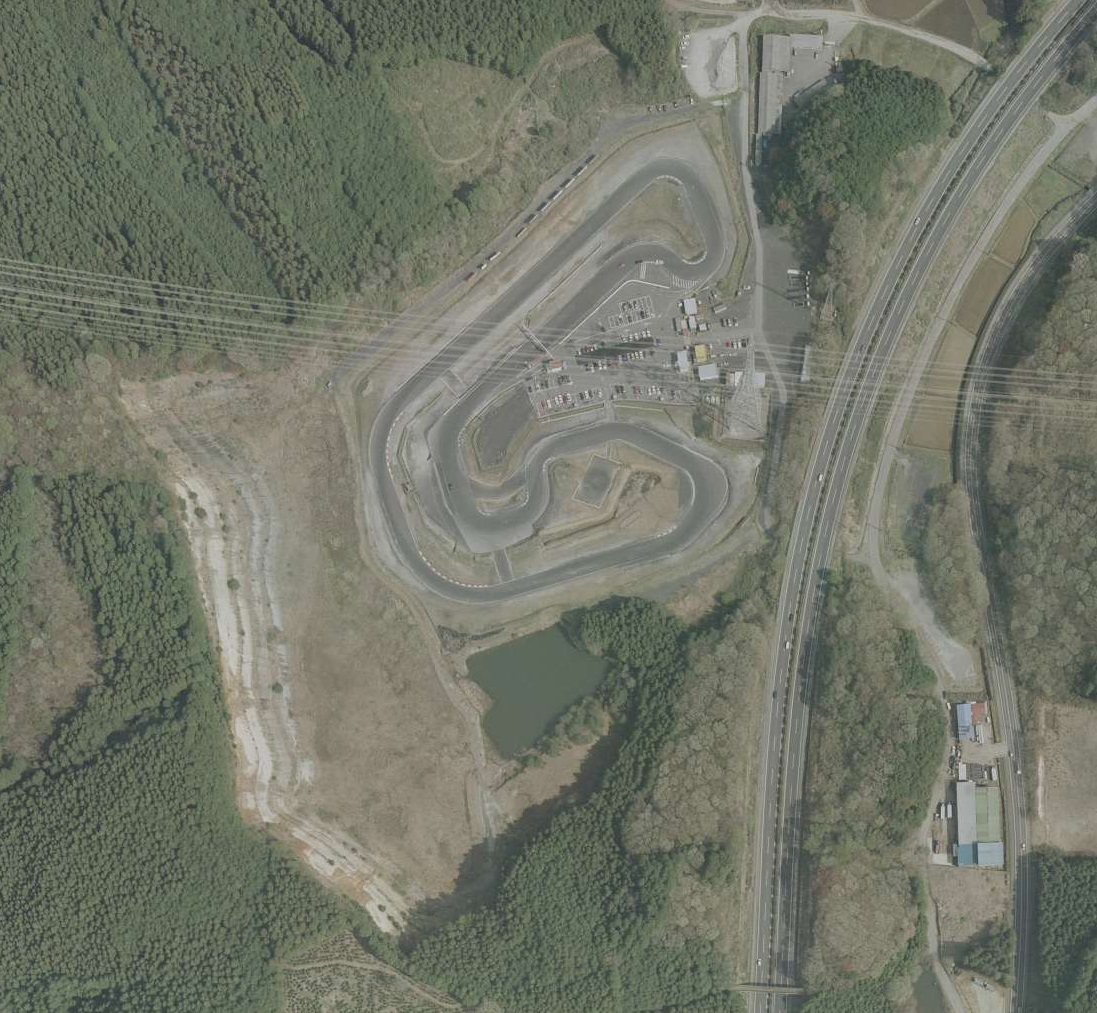
日光サーキット全景（2010年）
出典：『国土交通省「国土画像情報（モノクロ空中写真）」（配布元：国土地理院地図・空中写真閲覧サービス）』

- コース全長が1.0 km[1]と小規模。山野哲也によれば、40 - 50秒台で周回でき、45秒を切れば「かなりイケてる」、40秒を切れば「激速の部類に入る」[1]。
- 中低速コーナーを主としたコースレイアウトで、初心者がサーキット走行に慣れるのに適している[1]。2018年にはコース改修を受け、第10コーナーのRが18Rから32Rに変更され、コース長もそれまでの1,034mから1,027mへとわずかに短縮された[2]。
- 縁石が他のサーキットと比較すると背が高い。
- コース全周をパドックから見渡す事ができる。
- 2025年現在、一般見学者の入場が禁止されている[3]。ただし、貸し切り走行時には主催者の判断で入場可能な場合もある。
- 最大105dBという排気音の音量規制が設けられており、パドック及び審査席から測定して105dBを超えた車両は走行できない[3]。

## イベント
- D1ライツ[3]
- FDJ2[3]
- 関東オールスタードリフトGP
- 日光四輪耐久レース
- 日光ドリフトビクトリー

2019年4月14日、バトルマガジン（Battle Magazine、BM）の休刊により開催が終了した「BM杯」が、14年ぶりに開催された。BM杯は多くのドリフトドライバーを輩出したレース大会であり、復活したBM杯には松井有紀夫・末永直登・古口美範・平岡英郎らも、自らエントリーして参戦した。

## 日光サーキットが収録されているゲームソフト
- レーシングバトル -C1 GRAND PRIX-
- D1GRANDPRIX2005